# Баранов, Анатолий Иванович (Герой Социалистического Труда)
Анатолий Иванович Баранов (27 апреля 1937, Рассказово, Воронежская область — 23 февраля 2017, Павлодар) — механизатор совхоза «Суворовский» Иртышского района Павлодарской области, Казахская ССР. Герой Социалистического Труда (1981).

## Биография
Родился в 1937 году в городе Рассказово Воронежской области (сегодня — Тамбовская область). Окончил местную среднюю школу. После окончания в 1958 году Тамбовского училища механизации трудился механизатором совхоза «Суворовский» Иртышского района. За выдающиеся трудовые достижения по итогам работы в 1972 году награждён Орденом Трудового Красного Знамени и по итогам работы в 1976 году — Орденом Ленина.
Досрочно выполнил социалистические обязательства и плановые задания Десятой пятилетки (1976—1980) по освоению целинных земель. Указом Президиума Верховного Совета СССР от 19 февраля 1981 года удостоен звания Героя Социалистического Труда за «выдающиеся успехи, достигнутые в выполнении планов и социалистических обязательств по продаже государству в 1980 году миллиарда пудов зерна и перевыполнении планов десятой пятилетки по производству и закупкам зерна и других сельскохозяйственных продуктов» с вручением ордена Ленина и золотой медали «Серп и Молот» (№ 19467).
С 1986 года до выхода в 1997 года на пенсию трудился водителем, мастером цеха Павлодарского тракторного завода.
Проживал в Павлодаре, Казахстан.

## Награды
- Герой Социалистического Труда
- Орден Ленина — дважды (24.12.1976; 1981)
- Орден Трудового Красного Знамени (13.12.1972)